# Linanthus dichotomus
Linanthus dichotomus är en blågullsväxtart som beskrevs av George Bentham. Linanthus dichotomus ingår i släktet Linanthus och familjen blågullsväxter. Inga underarter finns listade i Catalogue of Life.

## Bildgalleri

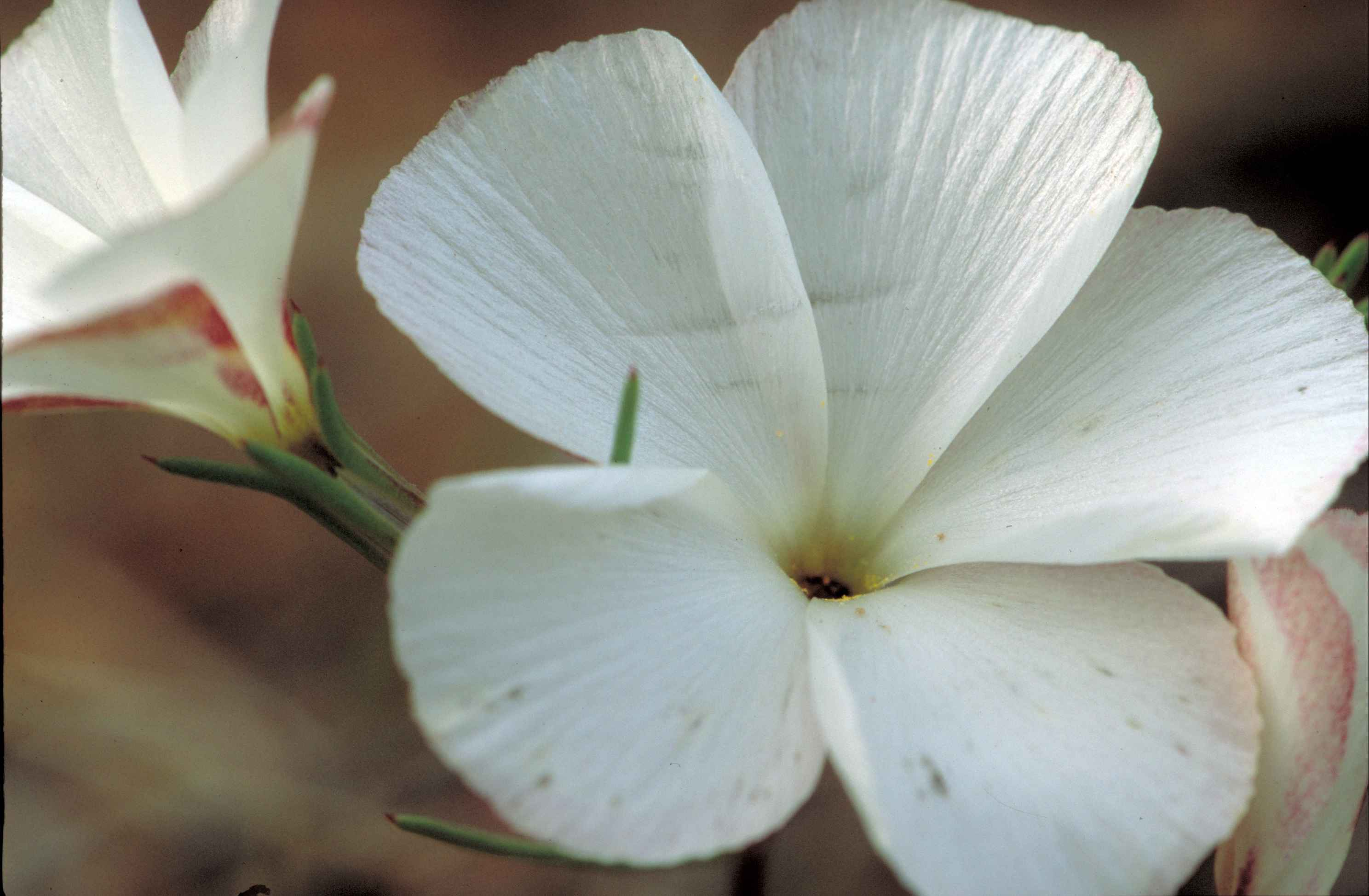